# Norops grahami
Norops grahami är en ödleart som beskrevs av  Gray 1845. Norops grahami ingår i släktet Norops och familjen Polychrotidae. IUCN kategoriserar arten globalt som livskraftig. Inga underarter finns listade i Catalogue of Life.